# 뤄룽구

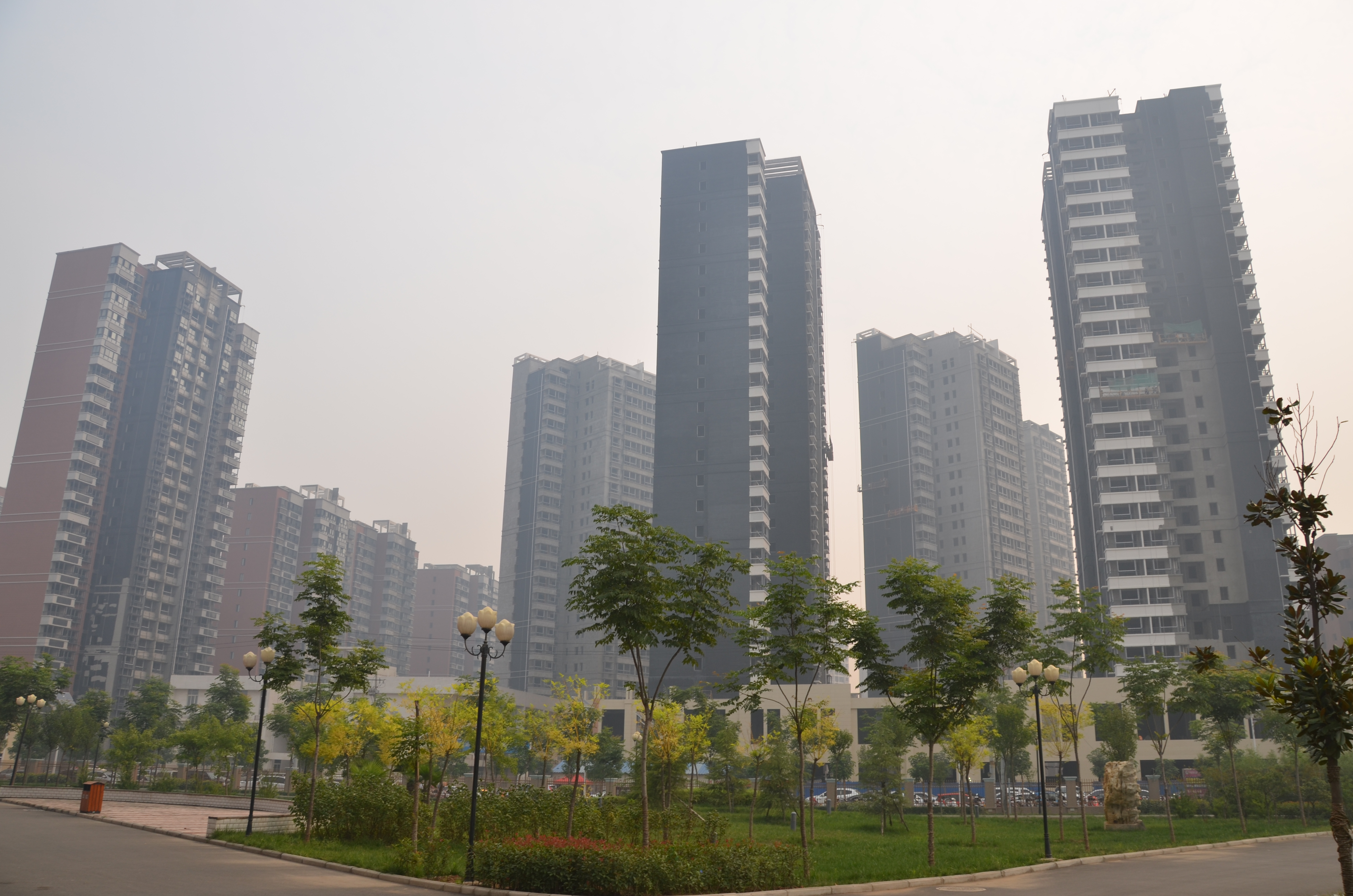

뤄룽구(한국어: 낙룡구, 중국어: 洛龙区, 병음: Luòlóng Qū)는 중화인민공화국 허난성 뤄양시의 현급 행정구역이다. 넓이는 243km2이고, 인구는 2007년 기준으로 320,000명이다.

## 기후
연평균기온은 14℃이고 연평균 강수량은 601mm이다. 무상기일은 218일이고 연일조시간은 2291.6시간이다.

## 행정 구역
3개 가도, 4개 진, 2개 향을 관할한다.
- 가도: 安乐街道, 镇北路街道, 龙门石窟街道.
- 진: 关林镇, 龙门镇, 安乐镇, 白马寺镇.
- 향: 李楼乡, 古城乡.